# Bisbat de Vítsiebsk

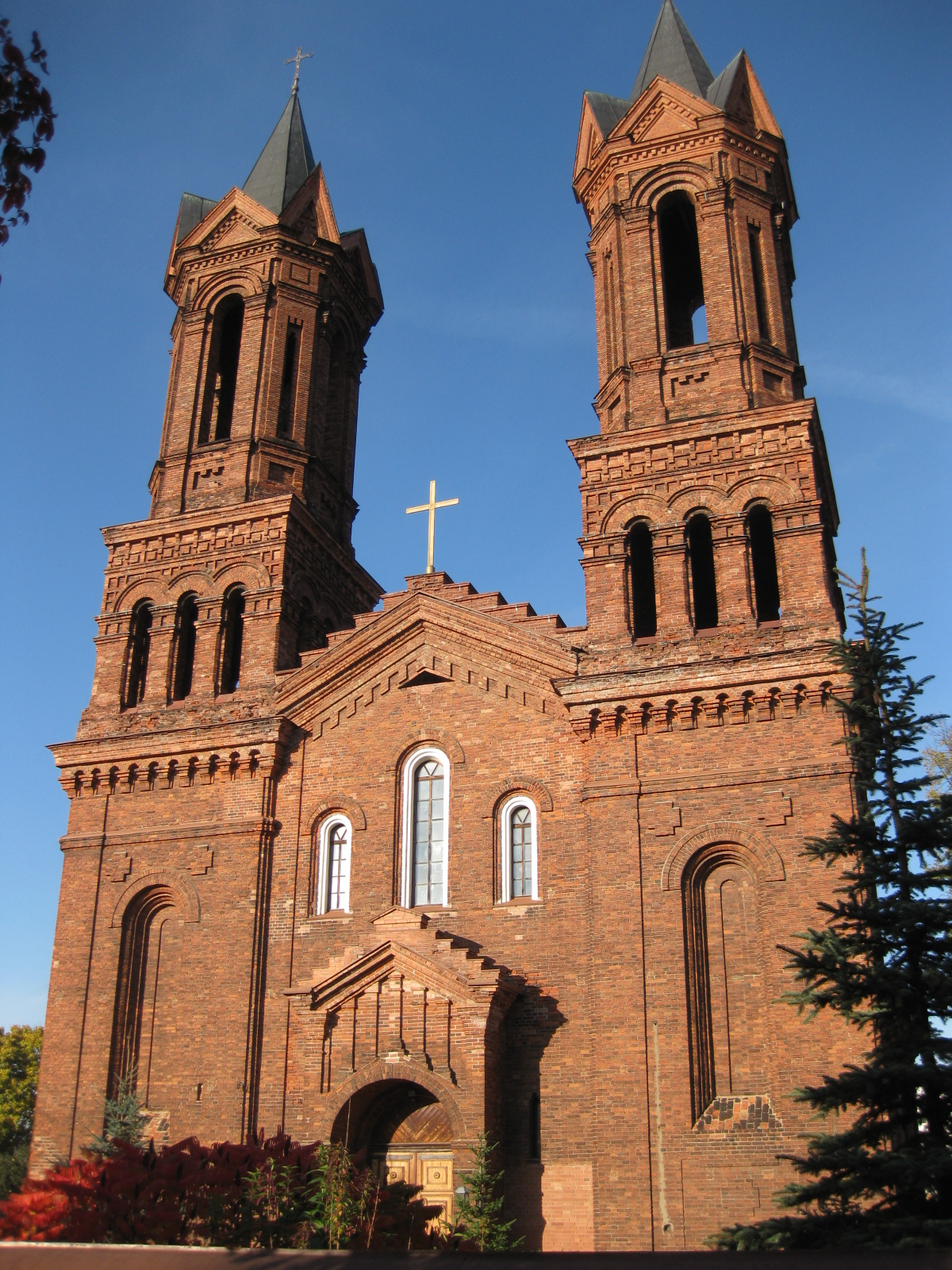
L'església de Santa Barbara, ex catedral

El bisbat de Vicebsk  (belarús: Віцебскай дыяцэзіі, llatí: Dioecesis Vitebscensis) és una seu de l'Església Catòlica a Belarús, sufragània de l'arquebisbat de Minsk-Mahiliou. Al 2017 tenia 170.000 batejats sobre una població de 1.433.600 habitants. Actualment està regida pel bisbe Aleh Butkevich.

## Territori
La diòcesi comprèn la província de Vítsiebsk, a la part nord-oriental de Belarús.
La seu episcopal és la ciutat de Vítsiebsk, on es troba la catedral de Jesús Misericordiós.
El territori s'estén sobre 40.100 km², i està dividit en 94 parròquies, agrupades en 9 vicariats.

## Història
La diòcesi va ser erigida el 13 d'octubre de 1999 mitjançant la butlla Ad aptius consulendum del papa Joan Pau II, prenent el territori de l'arquebisbat de Minsk-Mahiliou. Originàriament la catedral era l'església de Santa Bàrbara.
El 18 de juny de 2011 l'església de Jesús Misericordiós esdevingué la nova catedral de la diòcesi.

## Cronologia episcopal
- Władysław Blin (13 d'octubre de 1999 - 25 de febrer de 2013 renuncià)
  - Franciszek Kisiel (25 de febrer de 2013 - 29 de novembre de 2013) (administrador apostòlic)
- Aleh Butkevich, des del 29 de novembre de 2013

## Estadístiques
A finals del 2017, la diòcesi tenia 170.000 batejats sobre una població de 1.433.600 persones, equivalent al 11,9% del total.
| any  | població | població  | població | sacerdots | sacerdots       | sacerdots       | sacerdots             | diaques | religiosos | religiosos | parròquies |
| ---- | -------- | --------- | -------- | --------- | --------------- | --------------- | --------------------- | ------- | ---------- | ---------- | ---------- |
| any  | batejats | total     | %        | total     | clergat secular | clergat regular | batejats por sacerdot | diaques | homes      | dones      |            |
| 2000 | 175.000  | 1.630.000 | 10,7     | 55        | 23              | 32              | 3.181                 |         | 55         | 47         | 79         |
| 2001 | 140.000  | 1.400.000 | 10,0     | 59        | 23              | 36              | 2.372                 |         | 54         | 47         | 64         |
| 2002 | 140.000  | 1.400.000 | 10,0     | 70        | 29              | 41              | 2.000                 |         | 59         | 53         | 69         |
| 2003 | 140.000  | 1.400.000 | 10,0     | 72        | 30              | 42              | 1.944                 |         | 62         | 65         | 81         |
| 2004 | 140.000  | 1.400.000 | 10,0     | 80        | 40              | 40              | 1.750                 |         | 55         | 69         | 83         |
| 2010 | 170.000  | 1.448.000 | 11,7     | 97        | 54              | 43              | 1.752                 |         | 55         | 53         | 140        |
| 2014 | 172.000  | 1.431.800 | 12,0     | 104       | 64              | 40              | 1.653                 |         | 55         | 58         | 142        |
| 2017 | 170.000  | 1.433.600 | 11,9     | 88        | 51              | 37              | 1.931                 |         | 39         | 47         | 94         |